# 대한그라운드골프협회
대한그라운드골프협회(大韓그라운드골프協會, Korea Ground Golf Association, KGGA)는 대한민국의 그라운드골프 종목 행정을 총괄하는 스포츠 행정 기구이다. 2005년 2월에 '전국그라운드골프연합회'로 설립되었고, 2009년 4월 28일에 국민생활체육회의 준회원 종목 단체로 승인되었다. 2010년 10월 28일에 국민생활체육회의 정회원 종목 단체로 승격되었고, 대한체육회와 국민생활체육회가 통합됨에 따라 2016년 2월 18일에 창립총회를 열어 '대한그라운드골프협회'로 명칭을 변경했다.

## 참고 문헌
- “대한체육회 회원종목단체 경영공시”. 대한체육회.

## 같이 보기
- 그라운드골프